# The Snowman (2017)
The Snowman is een Brits-Amerikaans-Zweedse psychologische thriller uit 2017, geregisseerd door Tomas Alfredson. De film is gebaseerd op de gelijknamige roman van Jo Nesbø, die in Noorwegen werd uitgebracht onder de titel Snømannen en in Nederland als De sneeuwman. De hoofdrollen worden vertolkt door Michael Fassbender, Rebecca Ferguson, Charlotte Gainsbourg, Val Kilmer en J.K. Simmons.

## Verhaal
Harry Hole is een inspecteur uit Oslo die moorden onderzoekt van een moordenaar die zijn daden ondertekent door de slachtoffers te onthoofden. Tijdens het onderzoek komt hij zijn nieuwe rekruut Katrine Bratt tegen, die vastbesloten is wraak te nemen op de industrieel Arve Støp met wie ze een onafgemaakte zaak heeft. Op de achtergrond is het verhaal verweven met een zaak van vele jaren daarvoor, die nooit helemaal is opgelost.

## Rolverdeling
| Acteur               | Personage                      |
| -------------------- | ------------------------------ |
| Michael Fassbender   | Harry Hole                     |
| Rebecca Ferguson     | Katrine Bratt                  |
| Charlotte Gainsbourg | Rakel Fauke                    |
| Val Kilmer           | Gert Rafto                     |
| J.K. Simmons         | Arve Støp                      |
| David Dencik         | Idar Vetlesen                  |
| Ronan Vibert         | Gunnar Hagen                   |
| Toby Jones           | Svenson                        |
| Jonas Karlsson       | Mathias Lund-Helgesen          |
| Genevieve O'Reilly   | Birte Becker                   |
| James D'Arcy         | Filip Becker                   |
| Chloë Sevigny        | Sylvia Ottersen / Ane Pedersen |
| Jakob Oftebro        | Magnus Skarre                  |
| Sofia Helin          | Sarah Kvensland                |
| Adrian Dunbar        | Frederik Aasen                 |

## Release
De film ging in première op 7 oktober 2017 op het Haifa International Film Festival.

## Ontvangst
De film ontving merendeels negatieve recensies van filmcritici. Op Rotten Tomatoes heeft The Snowman een waarde van 7% en een gemiddelde score van 3,2/10, gebaseerd op 199 recensies. Op Metacritic heeft de film een gemiddelde score van 23/100, gebaseerd op 40 recensies.

## Prijzen en nominaties
| Jaar | Prijs                              | Categorie                   | Genomineerde(n)             | Uitslag     |
| ---- | ---------------------------------- | --------------------------- | --------------------------- | ----------- |
| 2017 | St. Louis Film Critics Association | Slechtste film van het jaar | Slechtste film van het jaar | Genomineerd |